# Edgardo González
Edgardo Nilson González (Colonia del Sacramento, 30 de setembro de 1936 - 26 de Outubro de 2007) foi um futebolista uruguaio que atuava como meia.

## Carreira
Edgardo González fez parte do elenco da Seleção Uruguaia na Copa do Mundo de 1962. 

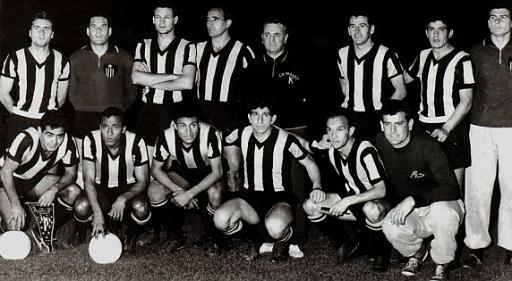
Equipe em 1961